# Alex Güity
Alex Naid Güity Barrios (Tegucigalpa, 20 settembre 1997) è un calciatore honduregno, portiere del Olimpia.